# El llarg adéu
El llarg adéu (títol original en anglès The Long Goodbye) és una pel·lícula de Robert Altman estrenada el 1973 i doblada al català. La pel·lícula es basa en la novel·la homònima de l'escriptor de novel·la negra Raymond Chandler, el protagonista de la qual és el detectiu privat Philip Marlowe.

## Argument
El detectiu privat Philip Marlowe (Elliott Gould) és despertat un vespre tard pel seu gat famolenc i no troba la marca favorita de paté de l'animal en el seu rebost. El gat rebutja menjar una caixa de substitució i desapareix. Aquesta desaparició és el punt de sortida d'una broma repetida que dura tot el film.
Marlowe rep llavors la visita d'un dels seus amics pròxims, Terry Lennox (Jim Bouton), que porta esgarrapades al rostre i que diu haver-se barallat amb la seva esposa Sylvia. Demana a Marlowe portar-ho de Los Angeles a la frontera mexicana a Tijuana.
Dos inspectors de policia acusen Terry d'haver assassinat la seva rica esposa. Marlowe rebutja respondre a les seves preguntes i és detingut. És interrogat als locals de la policia i rebutja col·laborar. Després de tres dies de detenció, és alliberat: els policies s'han assabentat del suïcidi de Terry a Otatoclan, Mèxic, i aturen la investigació. L'assumpte Lennox és classificat però la versió oficial no convenç Marlowe. Un col·lega detectiu l'informa que la seva foto és portada a tots els diaris.
Marlowe és a continuació contractat per Eileen Wade, una rossa platí casada amb Roger Wade, un novel·lista amb problemes d'inspiració, alcohòlic i masclista, que vol semblar a Hemingway fins a ser ell també autodestructor. Demana a Marlowe de trobar el seu marit, no obstant això acostumada a les crisis d'alcoholisme (binges) i les desaparicions, però la seva absència ara la preocupa.
Marlowe va a la clínica on Wade segueix cures de desintoxicació. El personal nega conèixer Wade o fins i tot el seu metge, el Dr. Verringer, tanmateix present a la sala d'acollida. Arribat de nit, Marlowe sorprèn Verringer i Wade discutint pels retards de pagament d'aquest últim per al seu tractament. Verringer rebutja deixar marxar Wade abans que hagi signat un xec, però Marlowe l'allibera i tots dos tornen a prop de Eileen. Marlowe sap que la parella Wade coneixia els Lennox. És cada cop més convençut que no es diu tota la veritat en relació amb l'homicidi de Sylvia i el suïcidi de Terry.

## Repartiment
- Elliott Gould: Philip Marlowe
- Nina Van Pallandt: Ellen Wade
- Sterling Hayden Hayden: Roger Wade àlies Billy Joe Smith
- Mark Rydell: Marty Augustine
- Henry Gibson: el doctor Verringer
- David Arkin: Harry
- David Carradine: Dave, anomenat Socrate
- Arnold Schwarzenegger